# Tadeusz Siemiątkowski
Tadeusz Siemiątkowski ps. „Mazur” (ur. 17 czerwca 1910 w Warszawie, zm. 19 marca 1998 w Montrealu) – polski działacz konspiracji niepodległościowej w czasie II wojny światowej, żołnierz Organizacji Wojskowej Związek Jaszczurczy (ZJ) i Narodowych Sił Zbrojnych (NSZ).

## Życiorys
Syn Aleksandra i Walerii z domu Sztykiel. Studiował na Politechnice Warszawskiej, gdzie należał do akademickiej organizacji Obozu Narodowo-Radykalnego. Był także członkiem tajnej Organizacji Polskiej. Po klęsce Polski w wojnie obronnej 1939 r. od razu przystąpił do działalności konspiracyjnej w ramach Organizacji Wojskowej Związek Jaszczurczy, a od września 1942 Narodowych Sił Zbrojnych. Został organizatorem i dowódcą Oddziału Bojowego przy Komendzie Głównej ZJ, a następnie NSZ.
Na czele swojego oddziału przeprowadził wiele akcji, które polegały m.in. na likwidowaniu agentów i donosicieli. Duża część z nich dotyczyła także zdobywania broni i środków finansowych. W NSZ miał on stopień podporucznika. Brał udział w powstaniu warszawskim jako zastępca dowódcy kompanii „Warszawianka” NSZ i jednocześnie dowódca 1. plutonu, która to kompania wchodziła w skład zgrupowania AK „Chrobry I”I.
Po klęsce Powstania dostał się do niewoli niemieckiej i został osadzony w obozie dla jeńców wojennych w Murnau. Po zakończeniu II wojny światowej dołączył do Brygady Świętokrzyskiej NSZ stacjonującej w Niemczech. Prawdopodobnie w 1946 wrócił do kraju w charakterze emisariusza Brygady.
W marcu 1949 opuścił Polskę i wyjechał na Zachód. Początkowo przebywał w Szwecji, a w 1951 przeniósł się do Kanady. Pracował tam w zawodzie inżyniera konstruktora. Jednocześnie był czynnym działaczem w Kole Byłych Żołnierzy NSZ, Stowarzyszeniu Polskich Inżynierów i w kościele Katolickiej Misji Św. Wojciecha w Montrealu.
Należał do zespołu redakcyjnego „Zeszytów do Historii NSZ”. Opublikował wiele wspomnień z okresu wojny. Był dwukrotnie odznaczony Krzyżem Narodowego Czynu Zbrojnego. Zmarł w Montrealu 19 marca 1998 r.